# Ethan Van der Ryn
Pour les articles homonymes, voir Ryn (homonymie).
Ethan Van der Ryn est un monteur son américain né le 21 octobre 1962  à Alameda (Californie).

## Biographie
Ethan Van der Ryn fait des études de cinéma à l'école de cinéma de l'Université d'État de San Francisco, dont il sort diplômé en 1985.
Ethan Van der Ryn et Erik Aadahl (en) ont fondé ensemble e² sound, une société responsable du son sur des films tels que Godzilla, Argo, Transformers ou Kung Fu Panda.

## Filmographie (sélection)
- 1990 : Le Parrain 3 (Mario Puzo's The Godfather: Part III) de Francis Ford Coppola
- 1991 : Bugsy de Barry Levinson
- 1991 : Terminator 2 : Le Jugement dernier (Terminator 2: Judgment Day) de James Cameron
- 1992 : Toys de Barry Levinson
- 1992 : JF partagerait appartement (Single White Female) de Barbet Schroeder
- 1995 : Jumanji de Joe Johnston
- 1997 : Titanic de James Cameron
- 1998 : Il faut sauver le soldat Ryan (Saving Private Ryan) de Steven Spielberg
- 1998 : Armageddon de Michael Bay
- 1999 : Dogma de Kevin Smith
- 1999 : Le Songe d'une nuit d'été (A Midsummer Night's Dream) de Michael Hoffman
- 2000 : La Légende de Bagger Vance (The Legend of Bagger Vance) de Robert Redford
- 2000 : X-Men de Bryan Singer
- 2001 : Le Seigneur des anneaux : La Communauté de l'anneau (The Lord of The Rings: The Fellowship of the Ring) de Peter Jackson
- 2001 : Pearl Harbor de Michael Bay
- 2002 : Le Seigneur des anneaux : Les Deux Tours (The Lord of the Rings: The Two Towers) de Peter Jackson
- 2003 : Le Seigneur des anneaux : Le Retour du roi (The Lord of the Rings: The Return of the King) de Peter Jackson
- 2005 : King Kong de Peter Jackson
- 2005 : Le Cercle 2 (The Ring Two) d'Hideo Nakata
- 2007 : Transformers de Michael Bay
- 2008 : Kung Fu Panda de Mark Osborne et John Stevenson
- 2009 : Transformers 2 : La Revanche (Transformers: Revenge of the Fallen) de Michael Bay
- 2010 : Shrek 4 : Il était une fin (Shrek Forever After) de Mike Mitchell
- 2011 : Transformers 3 : La Face cachée de la Lune (Transformers: Dark of the Moon) de Michael Bay
- 2011 : Kung Fu Panda 2 de Jennifer Yuh Nelson
- 2012 : Argo de Ben Affleck
- 2013 : World War Z de Marc Forster
- 2014 : Transformers : L'Âge de l'extinction (Transformers: Age of Extinction) de Michael Bay
- 2014 : Godzilla de Gareth Edwards
- 2015 : Terminator Genisys d'Alan Taylor
- 2016 : Kung Fu Panda 3 de Jennifer Yuh Nelson et Alessandro Carloni
- 2016 : 13 Hours (13 Hours: The Secret Soldiers of Benghazi) de Michael Bay

## Distinctions

### Récompenses
- Oscar du meilleur montage de son
  - en 2003 pour Le Seigneur des anneaux : Les Deux Tours
  - en 2006 pour King Kong

### Nominations
- Oscar du meilleur montage de son
  - en 2008 pour Transformers
  - en 2012 pour Transformers 3 : La Face cachée de la Lune
  - en 2013 pour Argo
- British Academy Film Award du meilleur son
  - en 2002 pour Le Seigneur des anneaux : La Communauté de l'anneau
  - en 2003 pour Le Seigneur des anneaux : Les Deux Tours
  - en 2004 pour Le Seigneur des anneaux : Le Retour du roi
  - en 2006 pour King Kong